# La Lune seule le sait
La Lune seule le sait est une uchronie de science-fiction de Johan Heliot, publiée en 2000 par les éditions Mnémos. 

## Résumé
Fin du XIXe siècle : le Second empire de Napoléon III est toujours debout, victorieux, imposant sa domination à une grande partie de l'Europe. Cette domination est d'autant plus assurée que des extraterrestres (les « Ishkiss ») sont arrivés sur Terre et se sont associés à l'Empire : un échange de savoirs mutuellement intéressant, science du vivant et serviteurs insectoïdes efficaces contre la maîtrise de l'acier et la science mécanique de l'âge industriel. 
Napoléon III, de plus en plus autoritaire, mégalomane, solitaire et sans descendance, survit grâce à la science Ishkiss qu'il utilise comme instrument d'oppression. Projet grandiose entre tous : une immense base sur la face cachée de la Lune est construite par des bagnards, en l'occurrence des opposants politiques et des criminels (dont les anciens de la Commune). À la tête d'un réseau de résistance à l'empereur se trouve Victor Hugo qui, convaincu que des événements importants vont se dérouler sur la Lune, y envoie l'agent spécial Jules Verne ! Celui-ci va découvrir par lui-même des paysages au-delà de son imagination et une situation fragile où se croisent Louise Michel et des extraterrestres prêts à écouter des voix différentes.

## Prix littéraires
La Lune seule le sait a reçu le prix Rosny aîné 2001 du meilleur roman de science-fiction francophone.

## Éditions
- Johan Heliot et Vincent Dutrait (Cover art), La Lune seule le sait, Paris, Mnémos, coll. « Icares », novembre 2000, 384 p. (ISBN 978-2-911-61863-5, OCLC 45647347).
- La Lune seule le sait, édition révisée par l'auteur, octobre 2003, éditions Gallimard, collection Folio SF, 366 pages  (ISBN 978-2070421909).